# Hyapatia Lee
Hyapatia Lee, född Victoria Lynch 11 november 1960 i Indianapolis, är en amerikansk porrskådespelare.
Hon började sin karriär i branschen 1983 och gjorde filmer fram till 1991, då hon slutade på grund av oro för AIDS. Sammanlagt medverkade Hyapatia i ungefär 95 filmer, varav hon regisserade två.